# Friendsville (Pennsilvània)
Friendsville és una població dels Estats Units a l'estat de Pennsilvània. Segons el cens del 2000 tenia 91 habitants.

## Demografia
Segons el cens del 2000, Friendsville tenia 91 habitants, 38 habitatges, i 25 famílies. La densitat de població era de 23,9 habitants per quilòmetre quadrat.
Dels 38 habitatges en un 26,3% hi vivien nens de menys de 18 anys, en un 55,3% hi vivien parelles casades, en un 7,9% dones solteres, i en un 34,2% no eren unitats familiars. En el 23,7% dels habitatges hi vivien persones soles el 5,3% de les quals corresponia a persones de 65 anys o més que vivien soles. El nombre mitjà de persones vivint en cada habitatge era de 2,39 i el nombre mitjà de persones que vivien en cada família era de 2,88.
Per edats la població es repartia de la següent manera: un 23,1% tenia menys de 18 anys, un 6,6% entre 18 i 24, un 26,4% entre 25 i 44, un 31,9% de 45 a 60 i un 12,1% 65 anys o més.
L'edat mediana era de 42 anys. Per cada 100 dones de 18 o més anys hi havia 94,4 homes.
La renda mediana per habitatge era de 53.125 $ i la renda mediana per família de 53.750 $. Els homes tenien una renda mediana de 31.250 $ mentre que les dones 24.375 $. La renda per capita de la població era de 18.502 $. Entorn del 9,4% de les famílies i el 6,8% de la població estaven per davall del llindar de pobresa.

## Poblacions més properes
El següent diagrama mostra les poblacions més properes.